# Dipsalodon
Dipsalodon — вимерлий рід гієнодонтових ссавців. Скам'янілості знайдено в таких країнах: США (Вайомінг). Описано такі види: Dipsalodon churchillorum, Dipsalodon matthewi.